# アルタイ・バユンドゥル
アルタイ・バユンドゥル（Altay Bayındır, 1998年4月14日 - ）は、トルコ・ブルサ出身のトルコ代表プロサッカー選手。プレミアリーグ・マンチェスター・ユナイテッドFC所属。トルコ代表。ポジションはGK。

## 経歴

### クラブ
MKEアンカラギュジュの下部組織で育成され、2016年4月24日のアーミドSFK戦でトップチームデビューを果たした。
2019年7月8日、フェネルバフチェSKに移籍、4年契約を結んだ。
2023年9月1日にマンチェスター・ユナイテッドに移籍、4年+1年契約を結んだ。

### 代表
年代別のトルコ代表では、2018年にU-20代表チームの一員としてトゥーロン国際大会に参加した。
2020年11月にフル代表初招集。2021年5月27日、フレンドリーマッチのアゼルバイジャン戦でフル代表デビューを果たした。
UEFA EURO 2024では、第2GKとして参加。第2戦ポルトガル戦で先発出場したが、前半28分にサメット・アカイディンとのミスから失点。チームも0-3で敗れた。